# Tour du Doubs 2018
Il Tour du Doubs 2018, trentatreesima edizione della corsa e valevole come evento dell'UCI Europe Tour 2018 categoria 1.1, si svolse il 9 settembre 2018 su un percorso di 188,7 km, con partenza da Morteau e arrivo a Pontarlier, in Francia. La vittoria fu appannaggio del francese Julien Simon, il quale completò il percorso in 4h31'02", alla media di 41,77 km/h, precedendo il lituano Ignatas Konovalovas e l'estone Rein Taaramäe.
Sul traguardo di Pontarlier 75 ciclisti, su 113 partiti da Morteau, portarono a termine la competizione.

## Squadre e corridori partecipanti
| N.    | Cod. | Squadra                      |
| ----- | ---- | ---------------------------- |
| 1-7   | FST  | Team Fortuneo-Samsic         |
| 11-17 | ALM  | AG2R La Mondiale             |
| 21-27 | AUB  | St Michel-Auber 93           |
| 31-36 | COF  | Cofidis, Solutions Crédits   |
| 41-47 | DMP  | Delko Marseille Provence KTM |
| 51-57 | COF  | Cofidis, Solutions Crédits   |
| 61-67 | VCC  | Vital Concept Cycling Club   |
| 71-77 | GFC  | Groupama-FDJ                 |
| 81-87 | RLM  | Roubaix Lille Métropole      |

| N.      | Cod. | Squadra                       |
| ------- | ---- | ----------------------------- |
| 91-97   | SMV  | Sangemini-MG.K Vis-Vega       |
| 101-106 | LPC  | Leopard Pro Cycling           |
| 111-117 | CCD  | Team Differdange Losch        |
| 121-126 | AKR  | Akros-Renfer SA               |
| 131-136 | WGG  | Wanty-Groupe Gobert           |
| 141-147 | EUS  | Euskadi Basque Country-Murias |
| 151-156 | AMO  | Amore & Vita-Prodir           |
| 161-167 | CHE  | Svizzera                      |

## Ordine d'arrivo (Top 10)
| Pos. | Corridore           | Squadra  | Tempo    |
| ---- | ------------------- | -------- | -------- |
| 1    | Julien Simon        | Cofidis  | 4h31'02" |
| 2    | Ignatas Konovalovas | Groupama | s.t.     |
| 3    | Rein Taaramäe       | Direct   | s.t.     |
| 4    | Guillaume Martin    | Wanty    | a 6"     |
| 5    | Kévin Le Cunff      | Auber 93 | a 15"    |
| 6    | Silvan Dillier      | BMC      | s.t.     |
| 7    | Jasper de Laat      | Wanty    | s.t.     |
| 8    | Matthieu Ladagnous  | Groupama | s.t.     |
| 9    | Pierre-Luc Périchon | Fortuneo | s.t.     |
| 10   | Marc Hirschi        | Svizzera | s.t.     |